# Bettino Ricasoli
Bettino Ricasoli (ur. 9 marca 1809 we Florencji, zm. 23 października 1880 w zamku Brolio w Toskanii) – włoski polityk, dwukrotny premier Włoch (1861–1862 i 1866–1867).
Był działaczem ruchu Risorgimento, w 1859 pełnił urząd ministra spraw wewnętrznych Toskanii, a w 1860 premiera Toskanii w imieniu króla Wiktora Emanuela II. Po śmierci Camilla Cavoura w czerwcu 1861 został premierem Królestwa Włoch (do 1862). Ponownie był premierem Włoch w latach 1866-1867.